# William Charles Wells
William Charles Wells (Charleston, 1757. május 24. – 1817. szeptember 18.) skót-amerikai orvos és nyomdász. Figyelemreméltó orvosi kutatásokat végzett, és az első egyértelmű kijelentést tette a természetes szelekcióról. Az ötletet az emberi fajok különböző bőrszíneinek eredetére alkalmazta, és úgy gondolta, hogy szélesebb körben is alkalmazható. Charles Darwin azt mondta: " [Wells] egyértelműen elismeri a természetes kiválasztódás elvét, és ez tekinthető első felismerésének". 

## Wells felfedezi a természetes szelekciót
Wells volt az idősebb három brit orvos közül, akik evolúciós elképzeléseket fogalmaztak meg 1813–1819 között. Ö volt a legsikeresebb ebben a törekvésében James Cowles Prichard-dal és William Lawrence-val szemben.
Charles Darwin és Alfred Russel Wallace nem tudott erről a munkáról, amikor 1858-ban közzétették elméletüket, de később Darwin elismerte:
"Ebben a cikkében [Wells] határozottan felismeri a természetes kiválasztódás elvét, és ez az első felismerés, amelyet jeleztek; de ezt csak az emberre, és csak bizonyos karakterekre alkalmazza. Miután megjegyezte, hogy a négerek és a mulatók immunitást élveznek bizonyos trópusi betegségekről először is azt figyeli meg, hogy minden állat bizonyos fokig különbözik, másodsorban pedig azt, hogy a mezőgazdasági szakemberek szelekcióval javítják háziasított állataikat.

## Könyvei
- De frigore. Balfour & Smellie, Edinburgh 1780 (online) – Dissertation.
- An essay upon single vision with two eyes : together with experiments and observations on several other subjects in optics. T. Candell, London 1792 (Digitalisat).
- A letter to the Right Hon. Lloyd Lord Kenyon, relative to some conduct of the College of Physicians of London, posterior to the decision of the Court of the King's Bench in the case of Dr. Stanger; and containing observations on a principal ground of that decision. Whittingham, London 1799 (Digitalisat).
- An essay on dew, and several appearances connected with it. Taylor & Hessay, London 1814 (Digitalisat).
  - 2. kiadás. Taylor and Hessey, London 1815 (Digitalisat).
  - Haswell, Barrington, and Haswell, Philadelphia 1839 (Digitalisat).
  - Longmans, Green, Reader, and Dyer, London 1866 (Digitalisat) – szerkesztette: Louis Pascal Casella (1812–1897).
  - Spiers, London 1877.
  - Essai sur la rosée et sur divers phénoménes qui ont des rapports avec elle. Crochard, Paris 1817 (Digitalisat).
  - Versuch vom Thau und einige damit verbundene Erscheinungen. Geßner, Zürich 1821 (Digitalisat).
- Two essays: One upon single vision with two eyes; the other, On dew; A letter to the Right Hon. Lloyd, Lord Kenyon; and an account of a female of the white race of mankind, part of whose skin resembles that of a Negro; with some observations on the causes of the differences in colour and form between the White and Negro races of men. With a memoir of his life, written by himself. London 1818 (Digitalisat).

## Fordítás
Ez a szócikk részben vagy egészben  a   William Charles Wells című angol Wikipédia-szócikk ezen változatának fordításán alapul.  Az eredeti cikk szerkesztőit annak laptörténete sorolja fel. Ez a jelzés csupán a megfogalmazás eredetét és a szerzői jogokat jelzi, nem szolgál a cikkben szereplő információk forrásmegjelöléseként.